# Blue Stars de Marseille
I Blue Stars de Marseille sono una squadra di football americano di Marsiglia, in Francia, fondata nel 1994; hanno vinto un Casco d'argento (torneo di terza divisione).

## Dettaglio stagioni

### Tornei nazionali

#### Campionato

##### Division Élite
| Stagione | regular season | regular season | regular season | regular season | regular season | regular season | playoff | playoff | playoff | playoff | playoff | playoff           | playoff                        |
|          | Vin            | Par            | Per            | Tot            | PF             | PS             | Vin     | Per     | Tot     | PF      | PS      | risultato         | avversaria                     |
| -------- | -------------- | -------------- | -------------- | -------------- | -------------- | -------------- | ------- | ------- | ------- | ------- | ------- | ----------------- | ------------------------------ |
| 2018     | 7              | 0              | 3              | 10             | 233            | 124            | 0       | 1       | 1       | 9       | 19      | Semifinale        | Flash de La Courneuve          |
| 2019     | 7              | 0              | 3              | 10             | 359            | 132            | 0       | 1       | 1       | 27      | 39      | Wild Card         | Cougars de Saint-Ouen-l'Aumône |
| 2020     | 4              | 0              | 0              | 4              | 147            | 44             | -       | -       | -       | -       | -       | -                 | -                              |
| 2022     | 10             | 0              | 0              | 10             | 437            | 62             | 0       | 1       | 1       | 27      | 28      | Semifinale        | Black Panthers de Thonon       |
| 2023     | 8              | 0              | 2              | 10             | 242            | 96             | 1       | 1       | 2       | 45      | 55      | Casque de Diamant | Black Panthers de Thonon       |
| Totale   | 36             | 0              | 8              | 44             | 1418           | 458            | 1       | 4       | 5       | 108     | 141     |                   |                                |

Fonti: Enciclopedia del Football - A cura di Massimo Mezzetti

##### Challenge Féminin
| Stagione | regular season | regular season | regular season | regular season | regular season | regular season | playoff | playoff | playoff | playoff | playoff | playoff   | playoff    |
|          | Vin            | Par            | Per            | Tot            | PF             | PS             | Vin     | Per     | Tot     | PF      | PS      | risultato | avversaria |
| -------- | -------------- | -------------- | -------------- | -------------- | -------------- | -------------- | ------- | ------- | ------- | ------- | ------- | --------- | ---------- |
| 2018     | 1              | 0              | 1              | 2              | 36             | 18             | -       | -       | -       | -       | -       | -         | -          |
| Totale   | 1              | 0              | 1              | 2              | 36             | 18             | -       | -       | -       | -       | -       |           |            |

Fonti: Enciclopedia del Football - A cura di Massimo Mezzetti

##### Deuxième Division
| Stagione | regular season | regular season | regular season | regular season | regular season | regular season | playoff | playoff | playoff | playoff | playoff | playoff     | playoff             |
|          | Vin            | Par            | Per            | Tot            | PF             | PS             | Vin     | Per     | Tot     | PF      | PS      | risultato   | avversaria          |
| -------- | -------------- | -------------- | -------------- | -------------- | -------------- | -------------- | ------- | ------- | ------- | ------- | ------- | ----------- | ------------------- |
| 2017     | 8              | 0              | 0              | 8              | 258            | 48             | 2       | 1       | 3       | 91      | 39      | Casque d'Or | Molosses d'Asnières |
| Totale   | 8              | 0              | 0              | 8              | 258            | 48             | 2       | 1       | 3       | 91      | 39      |             |                     |

Fonti: Enciclopedia del Football - A cura di Massimo Mezzetti

### Riepilogo fasi finali disputate
| Anno           | Luogo     | Evento            | Fase del torneo   | Incontro                                                 | Risultato |
| 18 giugno 2017 | Marsiglia | Deuxième Division | Casque d'Or       | Blue Stars de Marseille - Molosses d'Asnières            | 25 - 26   |
| 16 giugno 2018 |           | Division Élite    | Semifinale        | Flash de La Courneuve - Blue Stars de Marseille          | 19 - 9    |
| 2 giugno 2019  | Marsiglia | Division Élite    | Wild Card         | Blue Stars de Marseille - Cougars de Saint-Ouen-l'Aumône | 27 - 39   |
| 25 giugno 2022 |           | Division Élite    | Semifinale        | Blue Stars de Marseille - Black Panthers de Thonon       | 27 - 28   |
| 1º luglio 2023 |           | Division Élite    | Casque de Diamant | Black Panthers de Thonon - Blue Stars de Marseille       | 35 - 18   |

## Palmarès
- 1 Casco d'argento (2016)
- 2 Campionati francesi junior (2015, 2022)